# مؤسسة دعم أبحاث ولاية ساو باولو
مؤسسة دعم أبحاث ولاية ساو باولو (بالبرتغالية: Fundação de Amparo à Pesquisa do Estado de São Paulo) هي مؤسسة عامة تقع في ساو باولو البرازيل، تعمل بهدف تقديم المنح والصناديق والبرامج لدعم البحث والتعليم والابتكار للمؤسسات والشركات الخاصة والعامة في ولاية ساو باولو. تأسست في عام 1962 وتحتفظ بها الأوقاف من قبل حكومة الولاية والتي تضمن كنسبة مئوية ثابتة من ضريبة الدولة، إلى جانب الدخل الناتج عن الإيرادات المالية لأصولها الخاصة.
المؤسسة هي مؤسسة مهمة للعلوم البرازيلية. أدى استثمارها في المشاريع الموجهة وذات الأولوية مثل علوم الجينوم والابتكار الصناعي إلى ظهور دولي كبير للعلوم والتكنولوجيا البرازيلية. كما دعمت استخدام تقنيات المعلومات الرقمية في ساو باولو، مثل الشبكة الأكاديمية لساو باولو والمكتبة الرقمية وشبكة رائدة من معاهد البحث الافتراضية.
تنشط المؤسسة في تعميم العلوم. تنشر مجلة علمية تسمى أبحاث مؤسسة ولاية ساو باولو، والتي تمنح جائزة خوسيه ريس للنشر العلمي، وذلك من قبل المجلس الوطني للتنمية العلمية والتكنولوجية.